# Giovan Carlo de Médici
Giovan Carlo de Médici, a veces conocido como Gian Carlo (Florencia, 4 de julio de 1611 - Villa di Castello, 22 de enero de 1663), fue un cardenal italiano perteneciente a la célebre familia de los Médici.

## Biografía
Segundo hijo varón del gran duque de Toscana Cosme II de Médici y de la archiduquesa María Magdalena de Austria (hija de Carlos II de Estiria, archiduque de Austria, y de María Ana de Baviera), tuvo una educación paralela a la de su hermano mayor, el futuro gran duque Fernando II de Médici. Inicialmente estuvo destinado a la carrera militar: fue caballero de la Orden de Malta y Gran Prior de Pisa desde 1620, y después General de Mar Mediterráneo en 1638.
Pasado a la carrera eclesiástica, fue nombrado cardenal por Inocencio X en el consistorio del 14 de noviembre de 1644, con el título de diácono de Santa Maria Nuova (cambiado por el de San Giorgio al Velabro desde 1656).
Giovan Carlo estaba dotado de una gran inteligencia y gusto artístico, que le llevaron a interesarse del arte en general, coleccionando vorazmente cuadros, esculturas y todo aquello bello que pudiese adquirir. El verdadero nacimiento de una colección general en la Galleria degli Uffizi (y en la Galleria Palatina) se debe a su intervención.
Fue también amante del teatro y fue él quien adquirió en 1657 el terreno donde hizo construir a Ferdinando Tacca el Teatro della Pergola, el primer teatro all'Italiana (es decir, con los palcos y la platea) de Europa, auténtica cuna del melodrama.
Murió de una apoplejía en la Villa di Castello, el 22 de enero de 1663. Su cuerpo fue trasladado a Florencia y depositado en la Capilla de los Médici en la Basílica de San Lorenzo.